# Coraliomela
Coraliomela es un género de escarabajos  de la familia Chrysomelidae. En 1899 Jacobson describió el género. Contiene las siguientes especies:
- Coraliomela aeneoplagiata (Lucas, 1857)
- Coraliomela brunnea (Thunberg, 1821)
- Coraliomela quadrimaculata (Guérin-Méneville, 1840)
- Coraliomela vicina (Guérin-Méneville, 1840)